# Rivelino
Roberto Rivelino (ur. 1 stycznia 1946 w São Paulo) – brazylijski piłkarz, grający na pozycji pomocnika, znany ze strzału lewą nogą oraz bardzo dobrze wykonywanych rzutów wolnych. Był także wynalazcą piłkarskiego zwodu, zwanego wówczas „elastico”, czyli dzisiejszego „flip flapu”. Mistrz świata z roku 1970.

## Kariera
Zaczynał jako gracz futsalowy w klubie Clube Indiano z São Paulo. Jego pierwszy profesjonalny klub piłkarski to Sport Club Corinthians Paulista, czyli jeden z najbardziej znanych brazylijskich klubów. Kiedy jednak grał w Corinthians, klub przeżywał jedne z najgorszych chwil w swojej historii. W 1974 Rivelino, skłócony z fanami, odszedł do Fluminense FC. Rivelino był idolem fanów, zdobył mistrzostwo stanu Carioca w 1975 i 1976. Pod koniec lat 70. występował w Arabii Saudyjskiej w klubie Al-Hilal. Piłkarską karierę zakończył w 1981 roku.
Grał w pierwszej jedenastce Canarinhos na MŚ 1970 i strzelił 3 gole, m.in. przepięknego z rzutu wolnego w meczu z Czechosłowacją, dzięki czemu meksykańscy fani nadali mu przydomek patada atomica. Rivelino grał także na MŚ 1974 oraz 1978, gdzie Brazylia zajmowała odpowiednio, czwarte i trzecie miejsce.
Po zakończeniu piłkarskiej kariery, Rivelino pracował jako komentator sportowy oraz szkoleniowiec (m.in. prowadził reprezentację Japonii).
Rivelino został uznany za jednego ze 100 najlepszych żyjących piłkarzy FIFA.